# Teigwerk

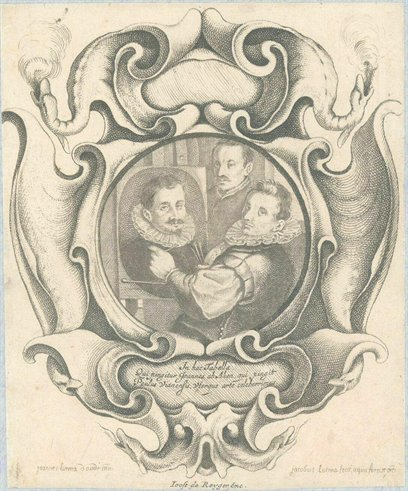
Teigwerkkartusche
Hans von Aachen malt Paulus van Vianen mit Adriaen de Vries im Hintergrund. Kupferstich, um 1630–1650

Teigwerk benennt  Ornamentformen, die in den Jahren um 1590 bis 1680 in Europa weit verbreitet waren und vor allem für rahmende Verzierungen („Kartuschen“) in Architektur, Graphik und Malerei verwendet wurden. Ihr Stil ist eng verwandt und wird manchmal auch gleichgesetzt mit dem weitgehend gleichzeitigen Knorpelwerkstil. Hauptmotive sind weich zerfließende, „teigig“ modellierte Wellen, Einrollungen und Voluten, die anthropomorphe Details aufweisen können. Frühe Ansätze zu dieser aus dem Rollwerk zu kraftvolleren und weniger kleinteiligen Formen entwickelten Gestaltungsweise hat man in der italienischen Graphik um 1600 (z. B. Agostino Carracci) beobachtet, doch ausgeprägter und wirkungsmächtiger waren die niederländischen Vorlageblätter, etwa von Bartholomäus Spranger oder Karel van Mander. Lucas Kilian war ein deutscher Vertreter dieser Richtung.
Ab der Mitte des 17. Jahrhunderts wurden die voluminösen, lappigen Detailformen dieses Dekorationsstils abgelöst von Laubwerkelementen aus feingliedrigeren Akanthusblättern.